# Bicko Selo
Bicko Selo is een plaats in de gemeente Garčin in de Kroatische provincie Brod-Posavina. De plaats telt 568 inwoners (2001).